# 高维嵩
高维嵩（1916年—1985年），中国人民解放军将领、中国人民解放军开国少将。
曾任中国人民解放军兰州军区政治部组织部部长。1955年，授予中国人民解放军少将。